# The Age of Pleasure
The Age of Pleasure (с англ. — «Эпоха наслаждений») — четвёртый студийный альбом американской певицы Жанели Монэ, выпущенный 9 июня 2023 года лейблами Wondaland Arts Society, Bad Boy Records и Atlantic Records.
Для продвижения альбома было выпущено два сингла: «Float» и «Lipstick Lover». Монэ анонсировала альбом одновременно с выходом песни «Lipstick Lover», которую они впервые представила на афтепати Met Gala в начале мая. Это её первый студийный альбом за более чем пять лет с момента выхода предыдущего альбома Dirty Computer (2018).

## История
В интервью Зейну Лоу, Монэ объяснила, что песни «были написаны из такого честного пространства», и они надеются, что слушатели «почувствуют это, когда будут слушать музыку», так как они считают, что у них «была возможность развиваться и расти и обращаться к вещам, которые приносят им удовольствие». Монэ работала над песнями и исполняла их на вечеринках, включая афтепати Met Gala, чтобы посмотреть, как их друзья отреагируют на музыку, и сказала Лоу, что они думали так: «Если песни не могут работать на вечеринке, они не войдут в альбом». Они объяснили, что она хотела, чтобы альбом был «настолько специфическим для этой панафриканской толпы, которая является моими друзьями. Я хочу, чтобы это было любовное письмо диаспоре. И если они его испортят, это хорошо. Я великолепна».

## Отзывы
| Совокупная оценка    | Совокупная оценка |
| Источник             | Оценка            |
| -------------------- | ----------------- |
| AnyDecentMusic?      | 7.2/10            |
| Metacritic           | 79/100            |
| Оценки критиков      |                   |
| Источник             | Оценка            |
| AllMusic             | [ 8 ]             |
| The Guardian         | [ 1 ]             |
| The Independent      | [ 9 ]             |
| The Irish Times      | [ 10 ]            |
| The Line of Best Fit | 6/10              |
| NME                  | [ 12 ]            |
| Pitchfork            | 7.6/10            |
| Slant Magazine       | [ 14 ]            |
| The Telegraph        | [ 15 ]            |

The Age of Pleasure получил оценку 79 из 100 на агрегаторе рецензий Metacritic на основе 15 отзывов критиков, что свидетельствует о «в целом благоприятном» приеме. Эрика Кэмпбелл из NME назвала альбом «освобождающим», а также «афробитс и диско 14-трековой радостной поездкой», которая «ставит стремление к бессовестному наслаждению в центр», в которой Монэ «действительно готова поделиться и отпраздновать свой чёрный квир-опыт с миром». Адам Уайт из The Independent считает, что Монаэ «обменяла научно-фантастическую мифологизацию на плотскую радость» в The Age of Pleasure, которую он описал как «запись секса, пенистую, возбужденную оду эротическому наслаждению, которое проносится мимо в плотской мгле».
Рецензируя альбом для AllMusic, Энди Келлман описал его как «пронизанный интерполяциями и семплами многочисленных классических песен регги. Тем не менее, он звучит как продукция Wondaland — душевный, левоцентристский поп, витиеватый и со вкусом, полный идей, от тонко ослепительных вокальных аранжировок до искусных переходов между песнями. Материал соответствует названию, воспевая идеал сибаритской жизни в одиночку, с партнером или вместе с партнерами».

## Награды и номинации
| Организация             | Год  | Категория                  | Результат | Ссылка |
| ----------------------- | ---- | -------------------------- | --------- | ------ |
| Soul Train Music Awards | 2023 | Album of the Year          | Номинация | [ 16 ] |
| Grammy Awards           | 2024 | Album of the Year          | Ожидается | [ 17 ] |
| Grammy Awards           | 2024 | Best Progressive R&B Album | Ожидается | [ 17 ] |

## Список композиций
| №                   | Название                                    | Автор(ы) | Продюсеры                                                           | Длительность |
| ------------------- | ------------------------------------------- | --- | ------------------------------------------------------------------- | ------------ |
| 1.                  | «Float» (при участии Seun Kuti и Egypt 80)  | Janelle Robinson Jarrett Goodly Nathaniel Irvin III Nana Kwabena Tuffuor                                                                                    | Nate Wonder Nana Kwabena Sensei Bueno                               | 4:02         |
| 2.                  | «Champagne Shit»                            | Robinson Goodly N. Irvin Barrington Levy Tuffuor | Janelle Monáe N. Wonder Kwabena [a] Sensei Bueno [a]                | 2:23         |
| 3.                  | «Black Sugar Beach»                         | Robinson Goodly N. Irvin Roman Irvin Levy Tuffuor | Monáe N. Wonder Kwabena Sensei Bueno Roman GianArthur               | 1:05         |
| 4.                  | «Phenomenal» (при участии Doechii)          | Robinson Goodly Jaylah Hickmon N. Irvin R. Irvin Tuffuor | N. Wonder Kwabena Sensei Bueno Monáe [a] GianArthur [a] Doechii [a] | 3:37         |
| 5.                  | «Haute»                                     | Robinson Goodly N. Irvin Tuffuor | Monáe N. Wonder Kwabena Sensei Bueno                                | 1:36         |
| 6.                  | «Ooh La La» (при участии Grace Jones)       | Robinson Goodly N. Irvin Grace Jones Tuffuor | N. Wonder Sensei Bueno Kwabena [a]                                  | 0:35         |
| 7.                  | «Lipstick Lover»                            | Robinson Ewart E. Brown Clifton Dillon Sly Dunbar Richard Foulks Brian Gold Goodly Herbert Harris Leroy Romans Handel Tucker Tuffuor N. Irvin Stevie Wonder | Monáe N. Wonder Kwabena Sensei Bueno                                | 2:49         |
| 8.                  | «The Rush» (при участии Amaarae и Nia Long) | Robinson Ama Genfi Goodly N. Irvin Tuffuor | Monáe N. Wonder Kwabena Sensei Bueno                                | 2:43         |
| 9.                  | «The French 75» (при участии Sister Nancy)  | Robinson Goodly N. Irvin R. Irvin Ophlin Russell Stephanie Silva Tuffuor                                                                                    | Monáe N. Wonder Sensei Bueno Kwabena [a] GianArthur [a]             | 1:09         |
| 10.                 | «Water Slide»                               | Robinson Goodly N. Irvin Anthony Kelly Taylor Parks Winston Riley Romans Russell Dorothy Smith Tuffuor Emelie Walcott                                       | Monáe N. Wonder Kwabena Sensei Bueno [a]                            | 2:44         |
| 11.                 | «Know Better» (при участии CKay)            | Robinson Chukwuka Ekweani N. Irvin Michael McEwan | Monáe N. Wonder                                                     | 2:49         |
| 12.                 | «Paid in Pleasure»                          | Robinson Goodly N. Irvin Tuffuor Walcott | Monáe N. Wonder Kwabena Sensei Bueno Kel-P [a]                      | 1:46         |
| 13.                 | «Only Have Eyes 42»                         | Robinson Goodly Derrick Harriott N. Irvin Tuffuor Walcott                                                                                                   | Monáe Kwabena Sensei Bueno [c] N. Wonder [c]                        | 2:50         |
| 14.                 | «A Dry Red»                                 | Robinson Goodly N. Irvin Tuffuor | N. Wonder Sensei Bueno Monáe [c]                                    | 1:51         |
| Общая длительность: | Общая длительность:                         | Общая длительность: | Общая длительность:                                                 | 31:59        |

Уточнения
- ↑  сопродюсер.
- ↑  дополнительный продюсер.

## Чарты
| Чарт (2023)                            | Высшая позиция |
| -------------------------------------- | -------------- |
| Австралия (Vinyl Albums, ARIA)         | 9              |
| Бельгия/Фландрия (Ultratop)            | 68             |
| Бельгия/Валлония (Ultratop)            | 61             |
| Нидерланды (Album Top 100)             | 93             |
| Франция (SNEP)                         | 130            |
| Германия (Offizielle Top 100)          | 48             |
| Новая Зеландия (RMNZ)                  | 38             |
| Шотландия (Scottish Albums Chart)      | 17             |
| Швейцария (Schweizer Hitparade)        | 37             |
| Великобритания (UK Albums Chart)       | 49             |
| Великобритания (UK R&B Albums Chart)   | 2              |
| США (Billboard 200)                    | 17             |
| США (Billboard Top R&B/Hip-Hop Albums) | 5              |